# 安妮-弗里德·林斯塔德
安妮-弗里德·辛尼·林斯塔德（瑞典語：Anni-Frid Synni Lyngstad；發音：[ˈânːɪˌfriːd ˈlʏ̂ŋstɑːd] ⓘ；1945年11月15日—），常用名弗丽达·林斯塔德（Frida Lyngstad）或简称弗丽达（英語：Frida），是一位瑞典流行音乐、爵士乐歌手。她是瑞典流行樂隊ABBA的創始成員之一和主唱之一。

## 生平
安妮-弗里德在挪威出生，母亲是挪威人，父亲是德国人，并在瑞典长大，因身为乐队ABBA的成员而在国际上知名。ABBA在全球累计销售超过3亿8千万张唱片、单曲，是史上销量最高的乐队之一。在离开ABBA后，她继续作为独立歌手继续演出，并获得成功，录制了《Something's Going On》、《Shine》等专辑，后者是她最后一张国际专辑。1996年，她发行了最后一张瑞典语专辑，随后退出乐坛。

## 個人生活
1982年，安妮-弗里德離開瑞典，移居倫敦。1986年，她移居瑞士，與男友建築師普勞恩伯爵海因里希·魯佐·羅伊斯親王（1950–1999）一起生活在佛立堡的家族城堡中。後於1992年8月26日兩人結婚。
安妮-弗里德通過與普勞恩伯爵的婚姻因此結識瑞典王室，普勞恩伯爵海因里希·魯佐·羅伊斯親王曾與還是王儲的瑞典國王卡爾十六世·古斯塔夫在同一個寄宿學校當同學，最終安妮-弗里德與希爾維亞王后成為親密的朋友。
1999年10月29日，普勞恩伯爵海因里希·魯佐·羅伊斯親王因淋巴癌逝世，現今安妮-弗里德居住在瑞士策馬特，自2008年以來她與英國籍伴侶亨利·史密斯, 第五代漢布爾登子爵一起居住。

### 其他
安妮-弗里德是素食主義者和女權主義者。她仍在從事慈善工作，並對環境問題感興趣。